# Comunisme nacional de Romania

Escut de la República Popular Romanesa

El comunisme nacional de Romania és un terme que fa referència a una forma de nacionalisme promoguda a la República Socialista de Romania entre els primers anys seixanta i 1989. El terme en si no fou utilitzat pel règim comunista. Els seus orígens són en l'emancipació política de Gheorghe Gheorghiu-Dej de la Unió Soviètica i foren desenvolupats per Nicolae Ceaușescu, que va iniciar el 1971, a través del seu manifest de Tesis de juliol, una revolució cultural nacional. Part de la mitologia nacional va ser el culte a la personalitat de Nicolae Ceaușescu i la idealització de la història romanesa, coneguda a la historiografia romanesa com a Protocronisme.
Aquesta ideologia nacionalista es va basar en una barreja de principis marxistes-leninistes i doctrines del nacionalisme romanès d'extrema dreta. El principal argument del principi era la interminable i unànime lluita durant dos mil anys per aconseguir la unitat i la independència.

## Època internacionalista
Abans de la Segona Guerra Mundial, la ideologia històrica es basava en el nacionalisme romanès i la principal disputa en la societat romanesa era entre les persones que promovien les tradicions indígenes i les que volien una societat basada en valors occidentals. Els marxistes només van tenir un paper menor en la cultura romanesa i l'esquerra romanesa era típicament de la persuasió precapitalista tradicional rural, en lloc de donar suport a un estat obrer postcapitalista com a altres llocs d'Europa. En aquest context, el canvi ideològic de la societat romanesa després que els comunistes arribessin al poder a Romania semblava més radical.
En pocs anys, la història de Romania s'havia reescrit: mentre que la història d'abans de la guerra s'havia escrit des d'un punt de vista nacionalista, la nova història es va escriure amb un esperit internacionalista. Per exemple, a la "Història de Romania" de Mihail Roller, la unió de 1859 entre Valàquia i Moldàvia era vista com la voluntat dels burgesos, que se'n van beneficiar, la decisió dels quals es prenia sense tenir en compte la voluntat del poble. La unió de Bessaràbia amb Romania es considerava una "intervenció imperialista contra la Revolució Socialista a Rússia" i la Unió de Transsilvània amb Romania es considerava una ocupació.
Es va produir un canvi important sobre la relació dels romanesos amb Occident. Abans de la guerra, la mitologia nacional considerava els romanesos "Una illa de llatinitat en un mar eslau". La història de Roller va emfatitzar la convivència de romanesos i eslaus a l'edat mitjana i va discutir les connexions entre eslaus i romanesos, acabant amb l'"alliberació de Romania per part del gloriós exèrcit soviètic".

## Independència de la Unió Soviètica
A partir de finals de la dècada de 1950, el nacionalisme romanès va passar a formar part de la ideologia oficial, en paral·lel a una disminució de la importància eslava, russa i soviètica dins de la història de Romania. Aquest procés va culminar amb la "declaració d'independència" d'abril de 1964, quan va abandonar l'internacionalisme.

## Rehabilitació de figures culturals
El règim comunista va integrar tot el patrimoni romanès en la seva ideologia nacional. Per exemple, l'historiador de la dreta Nicolae Iorga va ser rehabilitat per ser "antifeixista" (assassinat per la Guàrdia de Ferro), i les seves obres es van tornar a publicar a excepció de les que argumentaven directament contra el comunisme. La història de la civilització moderna romanesa d'Eugen Lovinescu es va reeditar en una versió abreujada i la introducció deia que l'obra de Lovinescu no era una polèmica anti-marxista i que tenia punts en comú amb el materialisme històric.
Fins i tot el Conducător feixista Ion Antonescu va ser semi-rehabilitat, rebent un tracte molt més suau que abans, d'acord amb el nacionalisme i la façana de l'antisovietisme. Això formava part d'una estratègia d'inserció de "grans líders" al llarg de la narrativa de la història romanesa, per servir el culte a la personalitat de Ceaușescu, sent Antonescu vist com un "patriota incomprès" en lloc d'un traïdor. Aquest procés es va iniciar amb la novel·la Delirul (1975) de Marin Preda, que va continuar amb el Preliminarii politico-diplomatice d'Aurică Simion ale insurecției române din August 1944 (1979), abans de passar a formar part de la ideologia oficial a Istoria militară a poporului român de Ilie Ceaușescu, vol. 6 (1989).

## La revolució cultural de Ceaușescu
Mentre començava amb la dècada de 1960, el govern romanès va començar a relaxar les normes i tractar millor els seus ciutadans, incloent-hi una amnistia de presos polítics i permetent una major llibertat d'expressió, com en els matisos adequats a la literatura. Tot va acabar amb les tesis de juliol de 1971, que van acabar amb la liberalització i l'obertura, iniciant una tendència que va accentuar el totalitarisme i va aïllar Romania de la resta del món.
El nacionalisme es va convertir en omnipresent i va ser l'argument polític més important. Es va representar que els romanesos estaven units al llarg de la seva història al voltant del líder.

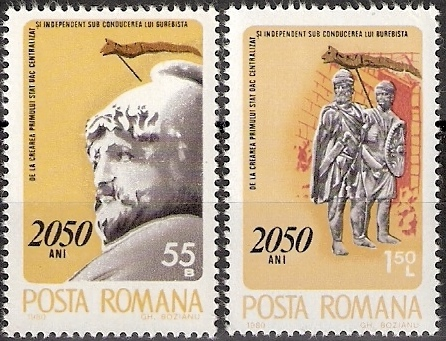
Segell de 1980, etiquetat com "2050 anys des de la creació del primer estat daci, centralitzat i independent sota el domini de Burebista"

La investigació històrica va començar a centrar-se en l'època antiga, especialment l'època Dàcia (preromana). L'"Institut d'història del partit", especialitzat en escriure monografies sobre sindicalistes, lluita obrera i herois de la classe treballadora, va començar a estudiar els dacis, polititzant la història antiga. El 1980, el govern romanès va celebrar el 2050è aniversari de la fundació de l'estat unitari i centralitzat sota Burebista, sobretot en la pel·lícula èpica Burebista.